# 옥추경
옥추경(玉樞經)은 서울특별시 중랑구 법장사에 있는 불경이다. 2019년 8월 1일 서울특별시의 유형문화재 제453호로 지정되었다.

## 서울특별시 유형문화재 지정 사유
중국계 도교 경전 『九天應元雷聲普化天尊玉樞寶經』을 줄여부른 서명으로, 우리나라에서는 질병을 낫게 해준다는 신앙 때문에 가장 많이 읽혔던 민간도교의 경전이다.
서울 법장사 옥추경은 무등산 안심사 간행본이고, 말미에는 '隆慶四禩庚午仲春全羅道同福地無等山安心寺開板'이라는 간기와 각수가 표기되어 있다.
대부분의 옥추경 현존본들은 오랜기간 의식 때마다 사용하여 오손과 훼손이 심한 상태이기 때문에 편제가 완전하지는 않으나, 남아있는 판본 중 가장 오래된 판본이고 현존본도 흔하지 않으므로 서울시 유형문화재로 지정함이 타당한 것으로 판단된다.

## 조사보고서
『玉樞經』은 중국 도교의 天神인 九天應元雷聲普化天尊이 설했다는 중국계 도교 경전으로 『九天應元雷聲普化天尊玉樞寶經』을 줄여부른 서명이다. 송대에 두광정(杜光庭; 850~933)이 지었다는 설과 1333년 39대 천사인 장사성(張嗣成; ?~1344)이 지었다는 설 등 다양한 설이 있으나 확실하지는 않다. 구천응원뇌성보화천존은 도교의 최고신 옥황상제에 버금가는 최고신으로 새롭게 등장한 신격이나, 弘治元年(1488) 석가모니불, 삼청삼경천존, 자비대제 등 여러 신과 함께 명대 조정에서 퇴출되었다. 우리나라에서도 역시 昭格署에서 퇴출당하였으나, 사찰에 의지하여 책이 간행되어 왔다.
우리나라에서 옥추경은 악귀를 좇을 때 읽는 경문으로 인식되어, 독경하면 천리귀신이 다 움직인다고 하여 질병을 낫게 해준다는 신앙 때문에 병굿이나 신굿 같은 큰 굿에서 가장 많이 읽혀졌던 민간 도교 경전이다.
우리나라에서 유통된 판본은 安心寺本(1570년), 盤龍寺本(1612년), 普賢寺本(1733년), 鷄龍山本(1888년) 등이 알려져 있는데 안심사본과 이를 번각한 보현사본에 변상도가 있다. 이러한 우리나라의 판본들은 『구천응원뇌성보화천존옥추보경』의 원문이 아니라 변상과 符篆이 붙여진 집주본이다.
안심사본은 중국 명 正統年間(1436~1449)에 편찬된 《正統道藏》에 수록된 『九天應元雷聲普化天尊玉樞寶經』을 저본으로 하여 神像, 變相圖와 符篆을 추가하여 1570년 간행되었으나 곧바로 변상과 경문1장이 누락되었음을 발견하여 같은 해에 수정본을 간행하게 되었다. 이렇게 현재 가장 오래된 판본인 안심사본도 처음부터 내용의 가감이 있었고, 또한 오랜 기간의 독경과 전승되는 과정에서 결락과 훼손된 부분이 많다. 같은 안심사본이라도 연구자마다 제시한 판본의 편제와 신장의 수가 일치하지 않아 옥추경의 정확한 편제와 도상은 매우 혼란스러운 상황이다. 또한 보현사본에서는 6위의 신상이 더 추가되었으나 신위와 명호가 일치하지 않으며, 부적의 위치가 뒤쪽으로 이동하는 등 내용의 순서가 뒤바뀌기도 하였다.
법장사 옥추경은 안심사 간행본인데, 책머리에 36위의 神像의 형상이 제시되고, 이어 변상 4매, 경문과 부적 15장, 그리고 雷法變相(구천응원뇌성보화천존이 뇌법을 시행하는 장면을 그린 변상) 등으로 이어진다. 수정본에 추가되었다고 하는 大法天士와 神功妙濟許眞君의 도상이 없는 점과, 변상도 첫장 하단의 ‘슈쟝’이라는 표기가 없어서 초간본으로 볼 수 있으나, 수정본에 첨가되었다는 뇌법변상도 포함되어 있어 역시 혼란스럽다.(수정본에 변상 1매가 빠져서 수정본을 간행하였다고 하는데 이것이 변상 4매 중 ‘슈쟝’ 표기가 있는 1매인지 혹은 이 뇌법변상이 수정본에 첨가된 것인지도 불확실하다)
안심사본의 신장의 수는 41위였으나 수정본에서는 43위라고 한다.(구중회, 「옥추경 48신장의 변천과 도상」, 『대순사상논총』제24-2집, 2015.) 그런데 본 지정 대상본의 신장은 현재 36위 만이 남아있고, 고판화박물관본은 중간에 결락 부분이 있어 현재 32위만이 남아있는데 순서가 일부 바뀌어져 있다. 그러므로 어느 것도 완전본은 아니다.
말미에는 ‘隆慶四禩庚午仲春全羅道同福地無等山安心寺開板’이라는 간기가 표기되어 있으며 각수는 ‘一訓法云山岑等二十人’이라 하였다. 이중 법운은 변상의 2번째 장의 하단에 곽을 만들어 ‘法云刀’라고 각수명을 표기하여 법운이 변상도를 판각했음을 확인할 수 있다. 法云(法雲)은 16세기 3/4분기 전라남도 同福安心寺를 중심으로 판각활동을 하였다. 그는 특히 불정심다라니경(1569년, 안심사), 진언집(1569년, 안심사), 아미타경(1570년, 안심사), 옥추경(1570년 안심사), 아미타경(1577년, 담양 용천사) 등 변상도의 비중이 큰 경전을 판각한 것으로 보아 변상도 전문각수로 활약했음을 알 수 있다. 이 안심사본 옥추경에서 도교제신들의 모습은 균형있고, 동감에 차 있으며 양각과 음각을 혼용한 판각기법과 유려하면서도 강한 힘이 느껴지는 능란한 각선이 돋보여 그의 판각 기량이 매우 뛰어남을 확인할 수 있다. 옥추경을 판각한 1570년을 전후한 시기가 법운의 기량이 최고조에 이르렀을 때가 아닌가 한다. 법운은 아마도 16세기에 활동한 각수중 변상도 판각에서 가장 주목되는 각수의 하나로 생각된다.
현재 문화재로 지정된 옥추경은 한국고판화박물관소장본(강원도 유형문화재 제154호) 1건 뿐이다. 그런데 본 지정 대상본은 고판화박물관본 보다도 신장상이 더 많이 남아있다. 대부분의 옥추경 현존본들은 모두 오랜기간 동안 의식 때마다 사용하여 기름과 이물질이 묻는 등 오염과 훼손이 심한 상태이고, 현존본들의 편제가 완전하지는 않으나 안심사본은 남아있는 판본 중 가장 오래된 판본이고, 현존본도 흔하지 않으므로 법장사 소장 옥추경은 서울시 유형문화재로 지정함이 타당하다고 사료된다.

## 같이 보기
- 원주고판화박물관소장안심사판옥추경 - 강원도 유형문화재 제154호

## 참고 문헌
- 옥추경 - 국가유산청 국가유산포털